# Karl Lukas Honegger
Karl Lukas Honegger (* 14. August 1902 in Zürich; † 27. Januar 2003 in Herrliberg), heimatberechtigt in Zürich, war ein Schweizer Maler und Plastiker.

## Leben
Karl Lukas Honegger war Sohn des kaufmännischen Angestellten Wilhelm Albert Honegger und dessen aus Graslitz in Österreich-Ungarn stammenden Ehegattin Luise geborene Wahlich. Er war reformiert getauft und 1926 zur katholischen Kirche übergetreten.
Er absolvierte von 1919 bis 1922 eine Lehre als Theatermaler in Zürich. Karl Lukas Honegger studierte darüber hinaus an diversen Kunstschulen, darunter von 1923 bis 1926 an der Kunsthochschule in Berlin. Des Weiteren besuchte er die Zeichenklasse bei Maximilian Klewer. Von 1947 bis 1951 absolvierte er eine Bildhauerlehre bei Alfons Magg.
1923 übersiedelte Karl Lukas Honegger nach Deutschland. Dort lebte er abwechselnd in Berlin, Nauen und Lebus und war als Kirchen- und Bildnismaler tätig. Das Berliner Adressbuch weist ihn 1943 als Kunstmaler in der Saarlandstraße 57 aus.
1938 heiratete Karl Lukas Honegger die Deutsche Anna Philippine, Tochter von Karl Schröder.
Trotz des NS-Regimes und des Krieges blieb Honegger vielleicht wegen der Malaufträge und seiner deutschen Familienangehörigen und Freunde bis 1944 im Deutschen Reich. Anschliessend kehrte er in die Schweiz zurück, wo er als freischaffender Künstler zunächst in Fontanivent ob Clarens in der Gemeinde Montreux, dann ab 1945 in Zollikon lebte. 1971 verzog er nach Herrliberg, dort leitete er ab 1977 eine eigene Keramikschule. Zudem unterrichtete er jahrelang als Zeichnungs- und Keramiklehrer an der Migros-Klubschule in Zürich. 1979 verwitwete Honegger.
Bei der Opus-Dei-nahen Limmat Stiftung gründete Honegger 1993 das Patronat Karl Lukas Honegger als Zustiftung, um die fernere Zukunft seines umfangreichen Werkes zu sichern.
Das figurative, christlich-religiös inspirierte Œuvre Karl Lukas Honeggers, der in Deutschland insbesondere als Porträtist erfolgreich war, drückt eine konservative Haltung aus und entwickelte sich unabhängig von avantgardistischen Tendenzen.

## Publikation
- Mein Leben und Werk: Maler und Bildhauer wider den Zeitgeist. Christiana-Verlag, Stein am Rhein, 1990